# 전인권
전인권(1954년 9월 30일 (음력 9월 4일) ~ )은 대한민국 하드 록 밴드 들국화의 리드 보컬리스트이다.

## 젊은 시절
전인권은 서울시 종로구 사직동에서 함경도 북청 출신의 부친 전호준과 모친 고옥순의 3남 중 막내로 출생했다. 부모님은 인사동에서 고려인쇄소를 운영하여 넉넉한 집안에서 살았다. 아버지 전호준은 전라북도 순창군 구림면에서 일하느라 따로 살다가 1988년 3월 17일 갑상선암으로 사망했고, 후에 큰형 전세권도 KBS PD가 되어 집을 떠나 어머니, 작은 형 전권과 함께 살았다. 전세권은 前 KBS 드라마 PD 출신이며 영화배우를 지냈다. 그의 친척 조카인 여성 포크 팝 발라드 가수 권진원의 어머니는 전인권과 그의 두 형들에게 고종사촌 누나가 된다.

## 경력
1979년 모던 포크 팝 보컬 음악 그룹 '따로 또 같이'의 보컬리스트 겸 기타리스트로 정식 데뷔했다. 하지만 음반은 전인권의 성향과 맞지 않아 그는 "마스터 테이프를 없애려고 녹음실에 몰래 찾아가 불을 지를까도 생각했다"고 당시를 회상했다. 전인권은 같은 해 개인 음반을 발표하여 솔로 가수로 두 번째 데뷔를 한다.
1985년에 최성원, 허성욱, 조덕환, 주찬권 등과 의기상투(意氣相投)하여 결성한 포크 록 밴드 들국화의 보컬리스트가 되면서 유명해졌다.
1987년 10월 30일, 들국화 멤버 4명과 김현식, 사랑과 평화 멤버 이철호와 함께 대마초를 흡입하다 구속됐다. 1988년에는 영국 가수 앨 스튜어트(Al Stewart)의 《The palace of Versailles》라는 곡을 번안한 `사랑한 후에`라는 곡이 수록된 음반으로 솔로 가수 활동을 재개하였다. 이후 1989년부터는 자신의 밴드 '가야'를 이끌고 음악 활동을 하였다.
1991년 9월 14일 인기듀엣 해바라기의 멤버 이광준과 이근수 공연기획자 정수영과 함께 대마초를 피운 혐의로 징역 1년 6월을 선고했으나 보석으로 출소하였다. 6년 뒤 1997년 5월 16일에는 대마초와 히로뽕을 투약한 혐의로 구속됐다. 2년뒤 1999년 5월 26일에는 히로뽕을 상습 투약혐의로 다시 구속됐다. 1990년대 마약으로 4차례 구속과 수감을 반복하면서 11년 가까이 제대로 활동을 하지 못했다.
그러던 2003년, 12년만에 정규 3집 <다시 이제부터>를 발표하고 활동을 재개하였다. 이 시기 스카이라이프의 광고모델로 발탁, 광고에서 인권이 라이프!라는 대사로 히트를 끌었으며 TV 출연을 거의 하지 않았던 이전과 달리 시트콤, 드라마, 예능 프로그램에 여러 출연해 친근한 이미지를 형성하면서 다시 재기에 성공, 2004년 정규 4집 <전인권과 안 싸우는 사람들>의 타이틀 곡 <걱정말아요 그대> 로 활동했다.
2002년 영화 《몽중인》, 2004년 영화 《안녕! UFO》 등 영화에 출연한 바 있다. 2005년에는 수필집 《걱정 말아요 그대》 (청년사)를 썼다.
2007년 8월, 약 1년 동안 필로폰과 대마초를 여러 차례 투약하고 흡입한 혐의로 구속 기소된 전인권은 2007년 12월 7일 마약복용혐의(관리에 관한 법률 위반)로 징역 1년형과 추징금 약 54만 원을 선고받았으나, 이에 항소하였다. 2008년 3월 14일 항소심 공판에서도 원심과 같이 징역 1년형과 추징금 약 54만원을 선고받았다. 이후, 2008년 9월 6일에 만기 출감하며 '10개월간 독방 생활하면서 40여곡을 작곡했다'라고 언급하였다. 2009년 3월 14일에는 매스컴에서 자신의 공연을 예고한즉 5월 29일부터 5월 31일까지 출소 후 첫 콘서트를 가질 예정이라고 밝힌 바 있다. 그러나 노무현 前 대통령의 영결식 때문에 취소되고 같은 해 6월 14일, 노무현 前 대통령의 추모 콘서트에 참석하였다.
2012년, 전인권은 '들국화 밴드' 활동을 재개했으며, 같은 해 6월 7일부로 KBS에서도 출연정지가 해제되었다. 오랜 기간 애환을 함께 나눈 드러머 주찬권이 2013년 10월 세상을 떠나면서 큰 충격으로 팀을 해체하게 된다. 그는 한때 들국화 밴드 활동을 재개하고 있는 것으로 알려져 있었지만 전인권 밴드로 2014년 8월 20일에 컴백하면서 가진 기자회견에서 "들국화의 재결합은 없다."라고 밝혔다.
2016년 다큐멘터리 영화 《무현, 두 도시 이야기》 개봉으로 공개된 뮤직비디오에서 〈걱정 말아요 그대〉를 불렀다. 그리고 SNS에서 노무현에 대한 사랑을 나타내는 글을 올리기도 했다.

## 음악 스타일
전인권은 특유의 거칠고 허스키한 음색과 포효하는 듯한 창법으로 유명하다.
밴드음악을 기반으로 독창적인 작곡법과 기존곡들을 재해석하는 경향이 있다.

## 마약 사건과 재활
전인권은 유독 마약과 악연이 깊었다. 1987년 김현식, 허성욱과 함께 대마초 흡연 혐의로 구속된 것을 시작으로 마약 복용으로 처벌받은 횟수만 5차례예 이른다. 1992년에 다시 대마초 흡연을 검거되었고 1997년과 1999년, 2007년에 메스암페타민(필로폰) 복용 혐의로 3차례의 구속과 사법처리를 받았다. 2004년 10월에는 울산병원 응급실에서 마약성 진통제인 데메롤을 투약해달라고 요구했다가 거절당하자, 병원 관계자들에게 욕설을 하고 병원 기물을 파손해 경찰이 출동한 적도 있었다. 당시 경찰에서 간이 마약 검사를 실시했으나 무혐의 처분을 받았고 사과를 받아들인 병원 측이 처벌 요청을 하지 않아 훈방 조치되었다. 전인권의 인터뷰에 따르면 그는 고등학교 1학년 때인 17세부터 마약을 시작했다. 마약 사건의 여파로 1990년대부터 2000년대 후반까지 정상적으로 활동을 이어갈 수 없었으며 특히 2007년 필로폰 투약 혐의로 구속된 시점부터 들국화가 재결합하기 전까지는 투옥과 출소, 정신병원 입원 등으로 긴 공백기를 가지게 되었다. 
5번째 마약 사건으로 구속되고 출소한 이후, 전인권은 가수로 복귀하려 했으나 대상포진에 걸려 이를 미루게 되었다. 그 과정에서 대상포진 치료를 위해 처방받은 모로핀에 서서히 중독되어 갔으며 한번에 80알을 먹을 정도로 상태가 심각해졌다. 그렇게 모로핀에 중독되어 가던 2010년 초, 4명의 남성이 전인권의 집에 들이닥쳐 그를 전남에 있는 한 요양병원으로 데리고 갔다. 이혼한 전인권의 아내가 망가져가는 전인권을 두고 볼 수 없어 요양병원에 입원시켰으며 전인권은 1년 6개월 동안 요양병원에서 생활했다.
2011년 8월 요양병원에서 퇴원한 전인권은 아내와 다시 재결합했다. 퇴원했을 당시 전인권은 아내에게 "내 옆에 있으면 힘들기만 한데 차라리 당신의 길로 가라" 라며 이별을 권유했으나 아내가 "내가 전인권 좋아하잖아" 라는 말을 했다. 이 말이 전인권에게는 신앙이 되어 이 후 마약과 약물을 완전히 끊고 재활에만 전념하였으며, 2011년 말 친딸의 결혼식에 건강한 모습으로 등장하여 언론의 주목을 받기도 했다.
2012년, 들국화가 재결합하면서 다시 음악활동을 시작한 전인권은 놀라울 정도로 건강한 모습을 보여주며 대중들을 놀라게 했다. MBC 놀러와에 출연했을 때, 더 이상 마약에 손대지 않고 가족들의 사랑을 먹으며 살고 있다고 밝혔다. 또한 이 자리에서 그는 마약을 한 것은 순수히 자신이 마약을 좋아해서 했던 것이었다고 말했다.
전인권은 현재 마약은 물론 담배와 음주도 완전히 끊은 것으로 알려져 있다. 2012년 인터뷰에서 술을 끊지 못하면 마약도 못 끊는다는 생각으로 금주를 한 것이라고 답했다.

## 음반

### 정규 음반
- 1988년 1집 《전인권》
- 1991년 2집 《지금까지 또 이제부터》
- 2003년 3집 《다시 이제부터》
- 2004년 4집 《전인권과 안 싸우는 사람들》

### 따로 또 같이
- 1979년 1집 《맴도는 얼굴》

### 전인권 밴드
- 2014년 《2막 1장》
- 2015년 《전인권 밴드 겨울이야기》

### 라이브 음반
- 1993년 전인권 라이브 《15년 동안》

### 참여 음반
- 1984년 우리노래전시회 1집 <그것만이 내세상>
- 1988년 한영애 2집 feat 〈바라본다〉
- 1990년 사랑으로 가는길 〈사랑으로가는길, 가만히 천천히〉
- 1990년 겨레의 노래 〈이등병의 편지〉
- 1991년 돈아돈아돈아 OST 〈자유, 나는 왜〉
- 1994년 느티나무언덕(전인권,강인원,권인하,김명상) <자기성찰, 무조건 사랑>
- 2006년 바이브 3집 feat 〈가지 말아요〉
- 2007년 옛사랑 2 〈풋잠속에 문득〉
- 2010년 김현식 20th Anniversary 2nd '음악처럼' <다시 처음이라오>
- 2014년 펀치 OST 〈그것만이 내 세상〉 (With Dok2)
- 2015년 싸이 칠집싸이다 feat 〈좋은날이 올거야〉
- 2015년 전인권 & 윤미래, 타이거 JK <너와 나>
- 2016년 하나의 코리아 〈별이 되어라〉
- 2017년 드라마 역적(백성을 훔친 도적) ost 〈봄이 온다면〉
- 2017년 강승원 (서른 즈음에 (With 전인권)
- 2018년 임현정 (내가 지금껏 (Feat. 전인권)
- 2022년 <물고기>

## 출연작

### 방송
- 1988년 KBS 《젊음의 록 콘서트》
- 1993년 KBS2 《노영심의 작은 음악회》
- 1998년 MBC 《MBC 가요콘서트》
- 2000년 12월 16일 KBS2 《이소라의 프로포즈》
- 2001년 2월 28일 SBS 《스페셜 - 들국화 헌정 콘서트》
- 2001년 4월 26일 KBS2 《이소라의 프로포즈》
- 2001년 8월 4일 KBS2 《이소라의 프로포즈》
- 2002년 5월 5일 KBS2 《윤도현의 러브레터》
- 2002년 10월 19일 MBC 《MBC 대학가요제》
- 2003년 5월 10일 / 5월 17일 KBS2 《윤도현의 러브레터》
- 2003년 9월 27일 KBS2 《윤도현의 러브레터》
- 2004년 3월 16일 SBS 《최수종쇼 - 서태지 스페셜》
- 2004년 4월 1일 MBC 청춘시트콤 《논스톱 4》 (특별출연)
- 2004년 5월 15일 MBC FM4U 《배철수의 음악캠프 5000회 특집 콘서트》
- 2004년 7월 30일 MBC 《2004 울산서머페스티벌 - ROCK 콘서트》
- 2004년 7월 31일 MBC 《대한민국 음악축제》
- 2004년 8월 18일 CBS 《CBS 창사 50주년 기념콘서트》
- 2004년 10월 30일 MBC 《사과나무》
- 2004년 12월 11일 KBS2 《콘서트 7080》
- 2004년 12월 16일 KBS2 《이홍렬 박주미의 여유만만》
- 2005년 1월 7일 KBS2 《윤도현의 러브레터》
- 2005년 1월 26일 KBS1 《낭독의 발견》
- 2005년 2월 22일 KBS2 《열린음악회》
- 2005년 6월 4일 CBS 《CBS FM 10주년 콘서트 - 아줌마의 힘》
- 2005년 6월 28일 YTN 《뉴스큐》
- 2005년 11월 2일 MBC 《웃는 Day》
- 2005년 11월 4일 KBS2 《윤도현의 러브레터》
- 2005년 11월 19일 KBS2 《콘서트 7080》
- 2006년 3월 4일 KBS2 《콘서트 7080》
- 2006년 5월 19일 KBS2 《윤도현의 러브레터》
- 2006년 7월 8일 KBS2 《콘서트 7080》
- 2007년 1월 6일 KBS2 《콘서트 7080》
- 2014년 KBS1 《콘서트 7080》
- 2014년 KBS2 《유희열의 스케치북》
- 2016년 SBS 《판타스틱 듀오》
- 2016년 tvN 《노래의 탄생》<축하해요>
- 2018년 JTBC 《히든싱어 5》
- 2018년 KBS1 《TV는 사랑을 싣고》
- 2019년 tvN 《수미네 반찬》

### 영화
- 2002년 몽중인 - 본인 역(특별출연)
- 2004년 안녕! 유에프오 - 본인 역(특별출연)

## 광고 내역
- KT스카이라이프

## 같이 보기
- 들국화
- 최성원
- 주찬권
- 김현식
- 유재하
- 김장훈
- 권진원
- 블랙 푀스
  - Drink doch eine met(독일어판)